# شركة بروستر
شركة بروستر هي شركة أمريكية لتصنيع المعدات الغذائية. تشتهر شركة بروستر بتصنيع مقالي الضغط وترخيص الدجاج البروستد الأصلي وتشغيل برنامج غذائي يحمل اسم بروستر اكسبريس Broaster Express. يقع المقر الرئيسي للشركة في بيلويت بولاية ويسكونسن، وقد تم تأسيسها في عام 1954 من قبل المخترع ورجل الأعمال ل.ا.م. فيلان.

## التاريخ
بدأت تقنية «البروستينغ» في عام 1954 عندما قام رجل أعمال أمريكي ومخترع، ل.ا.م. فيلان بجمع أجزاء من المقلاة العميقة وطباخ الضغط كوسيلة لطهي الدجاج بشكل أسرع. مع اختراعه، قام فيلان بتسجيل كلمات بروستر "broaster" وطعام بروستد "broasted food" كعلامات تجارية مسجلة له. قامت فيلان بتصنيع أول قلايات الضغط من بروستر باسم شركة Flavor Fast Foods، Inc. وفي عام 1956، قامت شركة بروستر بتوسيع خط عروضها لتشمل مكونات ومستلزمات المنتجات الغذائية.
في عام 1970، تم شراء شركة بروستر بواسطة شركة آلكو Alco Standard Corporation في فالي فورج، بنسلفانيا. في عام 1991، باعت شركة آلكو شركة بروستر إلى مجموعة من المستثمرين من القطاع الخاص.

## عمليات
شركة بروستر هي مالك عملية الملكية التي تصنع الدجاج البروستد الأصلي. تستخدم عملية الشركة التتبيل والطلاء لإعداد الدجاج الذي ثم تقلى في قلاية ضغط بروستر من قبل موظف مدرب من قبل شركة بروستر. تقوم شركة بروستر أيضًا بتوزيع المنتجات الغذائية المجمدة الجاهزة للطبخ المصممة بحيث يتم تحضيرها في أجهزة بروستر التي هي عبارة عن قلايات ضغط.
يمكن للعملاء تقديم الأطعمة كجزء من برنامج بروستر اكسبريس ذي العلامة التجارية، أو تضمينها في القائمة الحالية الخاصة بهم دون العلامة التجارية. تبيع شركة بروستر اكسبريسمعداتها وبرامجها الغذائية من خلال شبكة عالمية من الموزعين المعتمدين.
تقوم شركة بروستر بترخيص أكثر من 5000 مطعم وحانة ومواقع تنفيذ في الولايات المتحدة بمواقع إضافية في 54 دولة.
يتم تسويق معدات «البروستينغ» والملحقات والمكونات فقط للعملاء من الخدميين والمؤسسات، بما في ذلك محلات السوبر ماركت ومطاعم الوجبات السريعة؛ فهي ليست متاحة لعامة الناس. تقوم الشركة بترخيص العلامة التجارية بروستد Broasted لأكثر من 5500 مشترٍ لنظامها، الذين يتبعون مواصفاته ووصفاته، ويقومون بعملية (إعادة) إصدار شهادات دورية. لا يعتبر ترتيب إصدار شهادات الترخيص جزءًا من نظام الامتياز التقليدي حيث لا يترتب على هذا الترتيب التزامات دفع ملكية ملكية تقليدية.

## البروستينغ
البروستينغ هي طريقة لطهي الدجاج والأطعمة الأخرى باستخدام مقلاة الضغط باستخدام التقنيات التي اخترعها ل.ا.م. فيلان وتسوقها شركة بروستر.
تجمع الطريقة بشكل أساسي بين الطبخ بالضغط مع القلي العميق للضغط على الدجاج المقلي المتبل والمخبز. سلاسل الوجبات السريعة الأخرى أيضاً تقلي الدجاج تحت الضغط، ولكن باستخدام وصفات أو معدات مختلفة من أحد الموردين البديلين (على سبيل المثال، من هنري بيني Henny Penny).
على المستوى الدولي، لا يزال الدجاج المشوي يحظى بشعبية كبيرة في دول الشرق الأوسط وجنوب آسيا مثل المملكة العربية السعودية وباكستان، وكذلك في بلدان أمريكا اللاتينية مثل كولومبيا وبيرو. العديد من المطاعم وسلاسل الوجبات السريعة في هذه البلدان تحتوي أسماؤها على كلمة «بروست».

## مؤلفات
- Nicholls، Walter (26 مايو 2004). "Beyond fried is broasted chicken". واشنطن بوست (via The Cincinnati Post). E. W. Scripps Company. مؤرشف من الأصل في 2007-06-09. اطلع عليه بتاريخ 2013-10-17.

## روابط خارجية
- موقع شركة Broaster.
- صفحة تاريخ الشركة في موقع شركة Broaster (مؤرشفة).
- Nicholls، Walter (26 مايو 2004). "Beyond fried is broasted chicken". واشنطن بوست (via The Cincinnati Post). E. W. Scripps Company. مؤرشف من الأصل في 2007-06-09. اطلع عليه بتاريخ 2013-10-17.